# Sabryn Genet
Sabryn Genet est une actrice américaine née le 14 mai 1971 à Whittier (Californie).

## Biographie
Elle est surtout connue pour son rôle de Tricia Dennison McNeil dans Les Feux de l'amour de 1997 à 2001. Elle a reçu le Outstanding Female Newcomer Award au 14e Soap Opera Digest Awards en 1998 pour le rôle de Tricia.

## Filmographie
| Année     | Titre                           | Format          | Rôle                   |
| --------- | ------------------------------- | --------------- | ---------------------- |
| 1992      | Mariés, deux enfants            | Série télévisée | Coed #2                |
| 1993      | Illegal Entry: Formula for Fear | Film            | Tracie Gambit          |
| 1994      | Swimming with Sharks            | Film            | Non crédité            |
| 1995      | Smoke n Lightnin                | Film            | Melody                 |
| 1995      | Courthouse                      | Série télévisée |                        |
| 1997      | Noi siamo angeli                | Série télévisée |                        |
| 1997-2001 | Les Feux de l'amour             | Série télévisée | Tricia Dennison McNeil |
| 2000      | Bull                            | Série télévisée |                        |